# 朗·艾堅遜
朗勞·法蘭堅·"朗"·艾堅遜（1939年3月18日—）是一名英格蘭前足球運動員，退役後擔任領隊，後來又成為英國的球評家，他以有獨特個性的措辭而著稱，其言論被稱為「大朗主義」（Big-Ronisms）或「朗語」（Ronglish），惟因帶有種族歧視的言論而備受爭議。

## 生平

### 球員
朗·艾堅遜在英格蘭利物浦出生，但僅數週後即舉家移居伯明翰。他的球員生涯未算達到高峰，於17歲時獲本地球會阿士東維拉收納，但沒有為這一隊上過陣，即在兩年後的1959年自由轉會到當時仍稱為海丁頓聯（Headington United）的牛津联，與弟弟格拉咸·艾堅遜（Graham Atkinson）併肩作戰。他整個球員生涯均在這裡渡過，擔任防守中場角色，為球隊上陣超過500場及射入14球，被暱稱為「坦克車」（The Tank）。而球隊僅花了六年時間，由1962年至1968年，便由南部聯賽（Southern League）升班到乙組聯賽，這段時間朗·艾堅遜是球隊的隊長，而他亦首位帶領球隊由南部聯賽跨越聯賽三級的隊長。

### 領隊
凱特靈及劍橋聯
朗·艾堅遜在退役後，於1971年年僅32歲即晉身領隊行列，執教非聯賽球會凱特靈（Kettering Town）。取得成績後獲邀加盟剑桥联，於1977年贏得丁組聯賽冠軍，當離隊時球隊正在升班乙組的邊沿。
西布朗
1978年年初朗·艾堅遜三級跳轉投甲組聯賽球會西布朗，他從舊球會引進黑人球員賓頓·碧臣（Brendon Batson），與球隊原有的兩名黑人球員羅里·肯寧咸（Laurie Cunningham）及施利·李捷士（Cyrille Regis）一同上陣，當時從未有英格蘭的頂級球會安排三名黑人球員常規地同時上陣，三人合稱「第三度空間」（Three Degrees），與一隊黑人女子歌唱組合同名，挑戰帶有種族歧視的英國足球界，亦標誌一個時代的分水嶺，讓以前因種族背景被拒門外的足球員可以參與足球競賽。
1978/79年球季朗·艾堅遜帶領西布朗取得聯賽季軍，更於歐洲足協盃晉身八強。1978年12月30日作客奧脫福球場以5-3擊敗曼聯，是球隊歷來其中一場著名勝仗。翌季成績急跌到第10位後，於1980/81年球季獲得聯賽殿軍。稍後朗·艾堅遜接替被辭退的戴夫·錫士頓成為曼聯的領隊。
曼聯
戴夫·錫士頓是一名穩健派領隊，自1977年執教曼聯後未有贏得任何主要錦標，只分別取得聯賽及足總盃亞軍各一，但朗·艾堅遜的作風與其前任完全不同，具有非凡的個人魅力及熱情奔放，他在曼聯的五個球季中取得不俗的成績。
1981/82年球季曼聯獲得聯賽季軍及取得參加歐洲足協盃的資格；1982/83年球季更三度進軍溫布萊球場，雖然英格蘭聯賽盃以1-2不敵利物浦只能屈居亞軍，足總盃決賽被白禮頓迫和2-2，直到重賽才以4-0大勝為朗·艾堅遜贏得首座獎盃，而聯賽再次獲得季軍，使久沉的曼聯有捲土重來之勢；1983/84年球季曼聯首先擊敗利物浦奪得慈善盾，再直闖歐洲盃賽冠軍盃四強，兩回合累計僅以2-3不敵由柏天尼領軍的最終冠軍祖雲達斯，聯賽亦能取得殿軍，但衛冕足總盃卻意外地在首輪第三圈，被丙組球隊般尼茅夫以2-0淘汰；1984/85年球季曼聯晉級歐洲足協盃八強，兩回合累計1-1，互射十二碼不敵當屆神奇球隊匈牙利的维迪奥顿（Videoton），聯賽再次緊守第4位，足總盃第三圈報卻上屆一敗之辱，以3-0淘汰般尼茅夫，準決賽經過重賽以2-1擊敗利物浦，決賽雖然有奇雲·摩倫（Kevin Moran）下半場被罰紅牌離場，10人應戰到加時憑韋西迪一箭定江山，1-0擊敗愛華頓，三年兩奪足總盃冠軍，但由於同年發生希素球場慘劇，英格蘭球會為禁參加歐洲比賽，因而未能角逐來年的歐洲盃賽冠軍盃。1985/86年球季曼聯開季10戰10勝，領先次席的利物浦9分之多，但季中狀態下滑，只能再一次以第4位完成球季，落後冠軍利物浦12分，由於仍然在歐洲禁賽，所以無緣參賽歐洲足協盃。由於未能動搖默西賽德郡雙雄利物浦及愛華頓在聯賽壟斷的局面，季後有傳言曼聯將會從蘇超鴨巴甸聘任費格遜取代朗·艾堅遜的職位。1986/87年球季開季與上季相反，球隊慘遭三連敗，與阿士東維拉同為0分位於榜末，雖然及後曼聯在10月份聯賽保持6場不敗，但球隊仍處於榜尾第4位，僅以得失球差壓倒降級區尾三的車路士，1986年11月4日於英格蘭聯賽盃第三圈重賽1-4負於修咸頓後，翌日朗·艾堅遜即被辭退讓位予費格遜。
雖然在朗·艾堅遜任內為曼聯贏取兩座足總盃冠軍，但他也花費巨大，耗資超過800萬英鎊收購球員，包括白賴仁·笠臣（150萬鎊由西布朗購入）、史特根（50萬鎊由鴨巴甸購入）及積斯柏·奧臣（Jesper Olsen，35萬鎊從阿積士購入），惟他亦有提拔韋西迪、馬克·曉士及麥格夫等年青球員，同時他也出售包括雷·韋建士（150萬鎊售往AC米蘭）及馬克·曉士（200萬鎊售往巴塞罗那）等高質球員套現超過600萬鎊。
重返西布朗
朗·艾堅遜於1987年秋季重返西布朗，當時球隊已降班到乙組，並正為護級而掙扎。結果西布朗在1987/88年球季獲得第20位，僅以1分壓倒錫菲聯成功保級。而翌季球隊開季成績理想，是爭取升班的競爭份子，但1988年10月朗·艾堅遜卻高調地轉投西班牙的马德里竞技。他離隊到西班牙後對西布朗做成不利的效果，繼任的球員兼領隊白賴仁·托拔（Brian Talbot）未能延續強勢，最終只獲得第9位無緣升班。
馬體會
朗·艾堅遜在马德里竞技的任期於聯賽的位置而言並非成功，但卻充滿吵鬧紛爭，他與時任球會班主的基爾（Jesus Gil）不和而僅任教3個月後即被革退。由他從西布朗帶來的左右手哥連·艾迪遜（Colin Addison）非但沒有與他共同進退，便獲委接替其職務，心有不甘的朗·艾堅遜向英國傳媒指艾迪遜「篤背脊」（stabbed him in the back），自此以後兩人再沒有共事。
錫周三
朗·艾堅遜於1989年2月到1991年6月期間擔任錫周三的領隊，雖然球隊於1990年以兩球得失球差不及盧頓而降班乙組，但翌年即獲得乙組季軍取得直接升班席位返回頂級聯賽行列，同時更帶領球隊在英格蘭聯賽盃決賽以1-0爆冷門擊敗曼聯。1991年5月31日朗·艾堅遜信誓旦旦表示將會留任，但僅一週後即離隊轉投阿士東維拉，使部分錫周三球迷大感不滿。
阿士東維拉
從阿士東維拉首名外籍領隊捷克人约瑟夫·文格洛斯（Jozef Venglos）手上取得帥印後，朗·艾堅遜於1992/93年首個英超球季帶領維拉取得亞軍，以10分距離落後於曼聯；翌季阿士東維拉晉級英格蘭聯賽盃決賽對曼聯，朗·艾堅遜領導的球隊以3-1取勝，再次在聯賽盃決賽殺退由費格遜帶領的曼聯；雖然連續兩年取得歐洲足協盃參賽資格，但均於首場出局。
雖然朗·艾堅遜為維拉贏得自1982年歐冠盃後首項主要錦標，但自1992年後即與時任維拉主席艾利斯（Doug Ellis）互不喜歡對方，他於1994年11月10日在3-4負於溫布頓後被辭退，而僅三天前艾利斯還向傳媒表示投朗·艾堅遜以信心一票，更吹捧他為英格蘭三大領隊之一。當朗·艾堅遜離隊時，18個月前還在挑戰聯賽錦標的陣容已呈老退，位列第19位降班區內，只能為護級而掙扎。白賴仁·列圖（Brian Little）接手後最終以第18位完成球季，3分壓倒水晶宮避免降班，並開始起用年青球員重建球隊。
高雲地利
在被維拉辭退後不久，朗·艾堅遜取代菲尔·尼尔（Phil Neal）成為英超護級份子高雲地利的新領隊，他帶領球隊以第16位完成球季成功保級。期間他為球隊簽入高調球員如史特根、诺埃尔·惠兰（Noel Whelan）及加利·麥亞里士打等，但球隊成績仍然不前，於1996年11月他轉任足球總監，由史特根接棒擔任球員兼領隊。
重返錫周三
1997年11月朗·艾堅遜再吃回頭草，在大卫·普利特（David Pleat）被炒後重返錫周三執教，當季錫周三開局成績差劣，先後以2-7負於布力般流浪及1-6負於曼聯，在朗·艾堅遜領導下球隊漸復水準，最終脫離降班險境，在他向傳媒侃侃而談在希斯堡球場（Hillsborough）的未來後數日，他被通知不獲球隊給予長約，有傳是錫周三董事會對他於1991年不辭而別轉投阿士東維拉的報復。
諾定咸森林
他最後一次擔任領隊工作是在1998/99年球季最後4個月執教諾定咸森林，這次任教並不美滿，他在首場主場比賽甚至錯誤地走進客隊後備席。在主場以1-8負於曼聯後接受訪問時，他表示己隊給予球迷一場「9個入球的精彩比賽」（nine-goal thriller），令森林球迷為之氣結。當時森林的球員雲賀當於2007年接受專訪時表示他感覺球隊像是由路雲·雅堅遜（憨豆先生，同姓的英國喜劇演員）領導。在1999年當雲賀當結束「罷踢」歸隊時，朗·艾堅遜曾稱：「他（雲賀當）的最高天份就是使隊友失望。」（his biggest talent was upsetting his team mates.）。

### 傳媒人
電視
音樂
種族歧視爭議
2004年，朗·艾堅遜在希爾斯堡球場對觀眾表示，「我难以理解，为什么中国会有人口问题？他们本来有最好的避孕方法——中国女人是世界上最丑的。」
其他電視工作

## 榮譽

### 球員
牛津聯
- 南部聯賽超聯組亞軍：1959/60年；
- 南部聯賽超聯組冠軍：1960/61年、1961/62年；
- 英格蘭丁組聯賽季軍：1964/65年；
- 英格蘭丙組聯賽冠軍：1967/68年；

### 領隊
凱特靈
- 南部聯賽甲組北區冠軍：1971/72年；
- 南部聯賽超聯組冠軍：1972/73年；
- Northants Senior Cup冠軍：1972/73年；

劍橋聯
- 英格蘭丁組聯賽冠軍：1976/77年；
- 英格蘭丙組聯賽亞軍：1977/78年；

曼聯
- 英格蘭慈善盾冠軍：1983年；
- 英格蘭足總盃冠軍：1983年、1985年；

西布朗
- Birmingham Senior Cup冠軍：1988年；

錫周三
- 英格蘭聯賽盃冠軍：1990/91年；

阿士東維拉
- 英格蘭聯賽盃冠軍：1993/94年；

## 外部連結
- 足球資料庫：朗·艾堅遜的領隊統計數據
- Example of Big Ron's chalkboard (text only) in the Guardian （页面存档备份，存于）